# Сірвента
Сірве́нта, сірве́нтес (окс. sirventes) — один з найважливіших жанрів поезії трубадурів XII–XIII ст. Формою нагадувала любовну кансону, але відрізнялася тематично. Головними в сірвенті були суспільно-політичні, релігійні, моральні теми, особисті випади поета проти його ворогів («персональні» сірвенти). Існувало кілька різновидів персональної сірвенти: літературно-пародійні (висміювання побратимів-трубадурів), похвальба — жартівлива пісня, в якій трубадур часто іронічно перераховує свої чесноти, плач — на славу чеснот особи, яку оплакують: покровителя, трубадура, дами. Моралізаторські сірвенти вперше зустрічаються у Маркабрюна. Сірвенти на політичні теми з закликами до війни або, навпаки, до миру та з осудом ворогів були одним з найпоширеніших видів жанру. Знаменитим майстром політичної сірвенти був Бертран де Борн. Вельми популярна традиція обміну сірвентами (поетичного диспуту з різних питань) з часом створила спеціальний діалогічний жанр — дебати. Цей жанр запозичили й французькі трувери.